# The Resurrection of Broncho Billy
Pour plus de détails, voir Fiche technique et Distribution.
The Resurrection of Broncho Billy, est un film américain réalisé par James R. Rokos, sorti en 1970.

## Fiche technique
- Titre original : The Resurrection of Broncho Billy
- Réalisation : James R. Rokos
- Scénario : John Carpenter, Nick Castle, Trace Johnston, John Longenecker, James R. Rokos
- Photographie : Nick Castle
- Montage : John Carpenter
- Musique : John Carpenter
- Production : John Longenecker
- Sociétés de production : John Longenecker AA (États-Unis), Super Crew Pictures (États-Unis), USC (University of Southern California, États-Unis)
- Société de distribution : Universal Pictures (États-Unis)
- Budget : 2 500 $ US (estimation[1])
- Pays de production :  États-Unis
- Langue originale : anglais
- Format : 16 mm — couleur — 1.37:1 — mono
- Genre : western
- Durée : 23 minutes
- Date de sortie : États-Unis : 11 juin 1970 (New York)

## Distribution
- Johnny Crawford : Broncho Billy
- Kristin Harmon créditée « Kristin Nelson » : la fille
- Ruth Hussey : narrateur voix off
- Ricky Nelson : narrateur voix off
- Wild Bill Tucker : Old Timer
- Ray Montgomery : le patron du magasin
- Merry Scanlon : une fille
- Nancy Wible : la propriétaire terrienne

## Récompense et distinction
- Oscar 1971 : Oscar du meilleur court métrage en prises de vues réelles.